# Bitburger Gutland

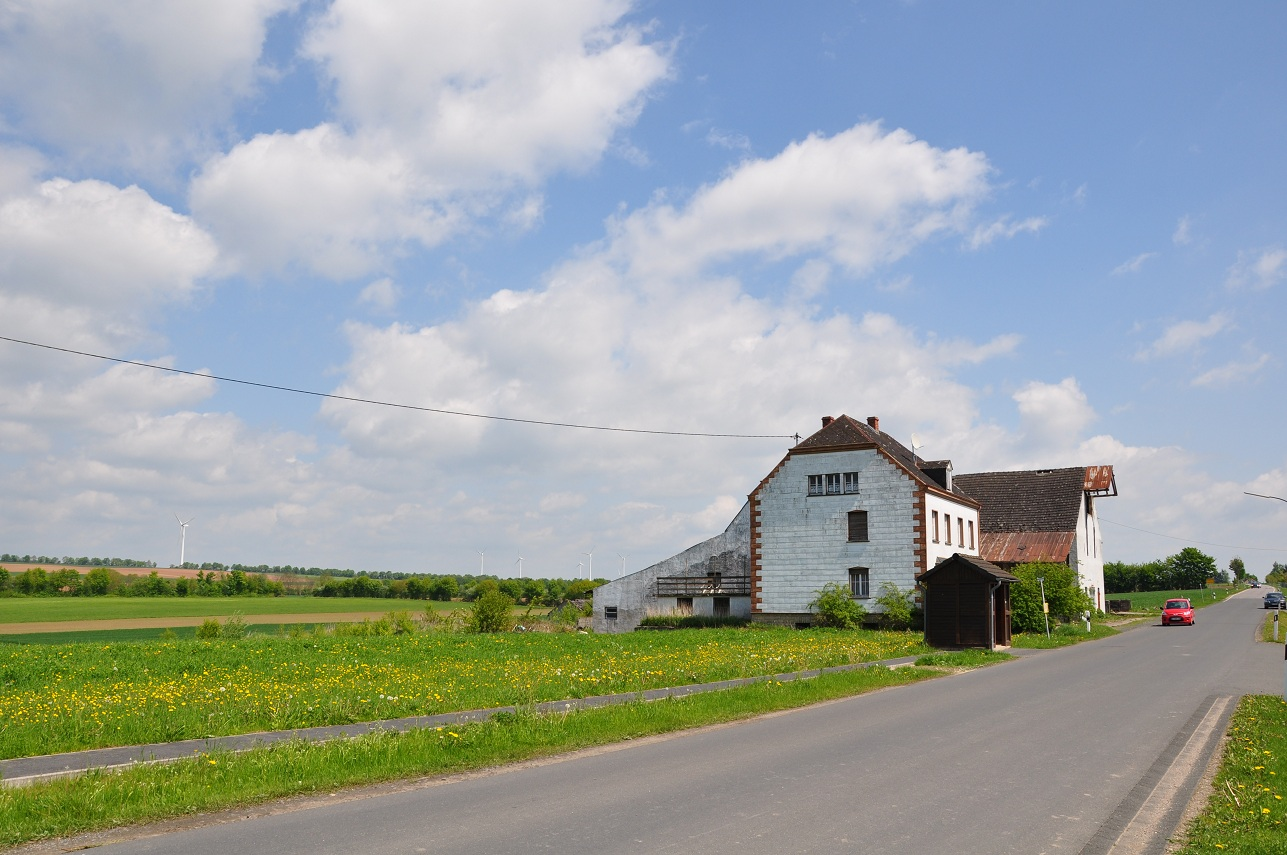
Gutland bei Hommerdingen (2010)

Das Bitburger Gutland ist eine Landschaft in der Südeifel im äußersten Westen von Rheinland-Pfalz. Die Fläche der Region beträgt rund 585 km².

## Geographie

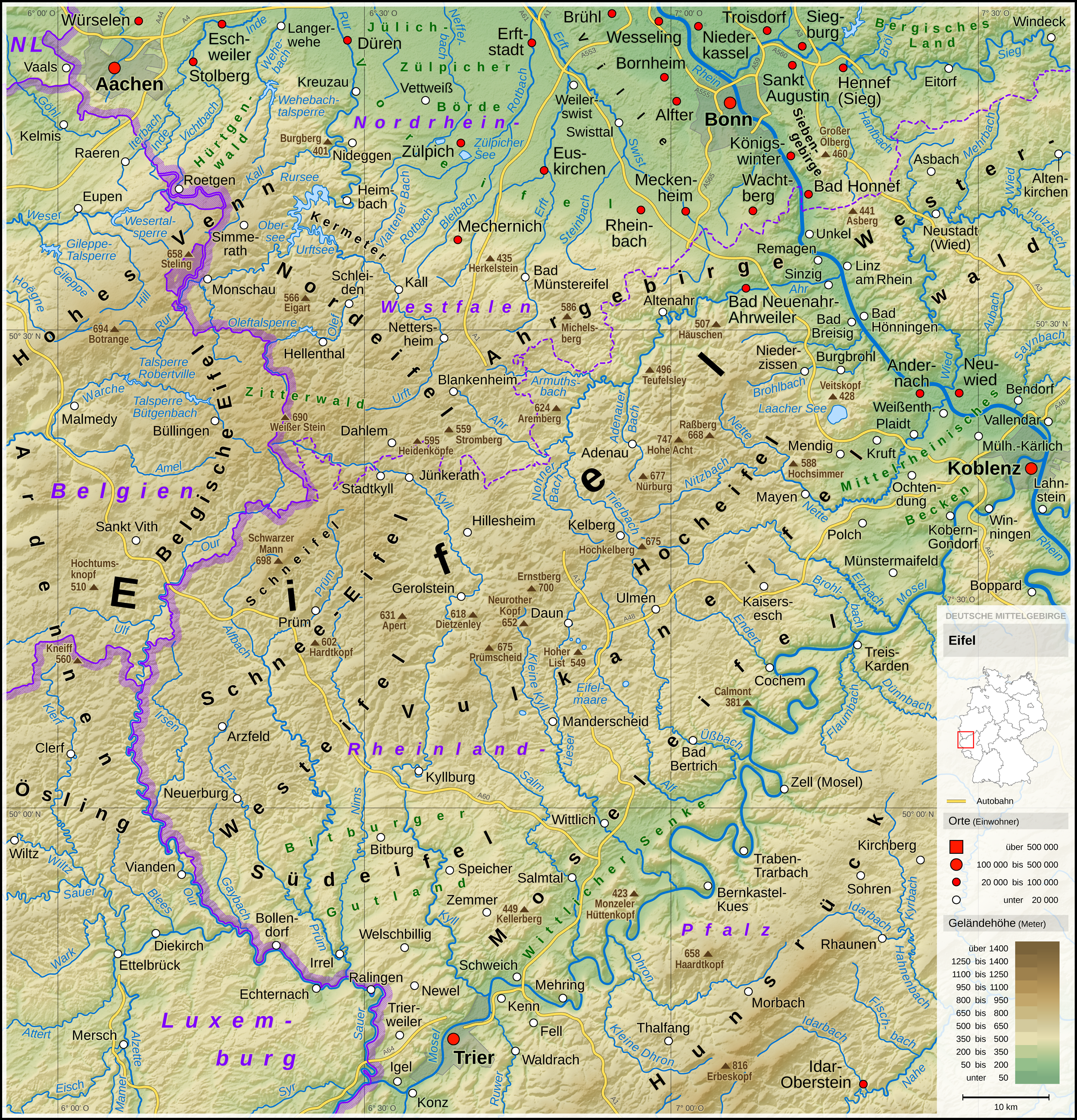
Das Bitburger Gutland in der Südeifel

Das Bitburger Gutland erstreckt sich rund um Bitburg und die Flüsse Kyll, Prüm und Sauer. Es reicht von Kyllburg im Norden bis an die Mosel im Süden und von der deutsch-luxemburgischen Grenze im Westen bis zur Salm im Osten.

## Geologie
Das Bitburger Gutland ist eine weite und wellige, nach Süden abdachende Hochfläche mit tief eingeschnittenen Bachtälern in Nord-Süd-Richtung. Die Hochflächenränder sind durch Zuflüsse von Kyll, Nims und Sauer stark zerklüftet. Die Böden bestehen überwiegend aus Kalken, Letten und Mergeln des Muschelkalks und des Keupers, sowie in Randlagen aus Sandstein. Die fruchtbaren Böden werden intensiv landwirtschaftlich genutzt. Im Bitburger Gutland wird außerdem in nennenswertem Umfang Kalkstein  und schon in römischer Zeit auch Ton abgebaut.

## Klima
Die Region verfügt über ein deutlich milderes Klima als die nördlicher gelegene Schnee-Eifel und ist vom günstigen Weinbauklima der Mosel beeinflusst.

## Vegetation
Die Hochflächen und Talsohlen sind waldarm und werden als Ackerland genutzt, die Talsohlen sind oftmals Grünland. Nur die Steilhänge sind überwiegend mit Laubwäldern bestockt.